# 小行星2885
小行星2885（2885 Palva）是一颗围绕太阳公转的小行星。1939年10月7日，爾約·維薩拉在图尔库发现了此天体。
該小行星以維薩拉的女婿，芬蘭耳科醫生陶諾·帕夫拉（Tauno Pavla）命名。
这颗小行星的绝对星等为44.25568等。